# Makar Ekmalyan
Makar Grigori Ekmalyan (Echmiadzin, 2 febbraio 1856 – Tbilisi, 6 marzo 1905) è stato un compositore armeno.

## Biografia
Nacque a Echmiadzin, da genitori di profonda fede religiosa originari di Ekmal, nella provincia di Armavir, e studiò nel Seminario Gevorkian. Da qui, nel 1872, si trasferì a Tbilisi, per proseguirvi gli studi al Seminario Teologico.
Nel 1875 fu ammesso al conservatorio di San Pietroburgo, dove fu allievo di Nikolaj Rimskij-Korsakov ed entrò in contatto contatto con la grande scuola dell'epoca, che contribuì in lui a quella poetica musicale di vastissimo orizzonte che gli permise di innovare radicalmente la tradizione soprattutto liturgica, ma non solo, armena.
Terminati gli studi nel 1879, tornò a Tbilisi per insegnare alla Scuola Nersisiana.
Fu in questi anni che iniziò a lavorare alla sua opera più significativa, la Divina Liturgia Armena, detta anche Badarak, che completerà nel 1896. Essa risponde all'ambizioso progetto «di armonizzare i canti monofonici tradizionali, trasponendoli per coro con tecniche armoniche occidentali, preservando l'essenza spirituale delle melodie originali ed esaltandone al contempo il fascino emotivo ed estetico attraverso ricche tessiture armoniche. Il Badarak divenne rapidamente parte integrante dei servizi religiosi armeni. La sua importanza non risiede solo nell'innovazione musicale, ma anche nel suo ruolo nell'unificazione delle comunità armene attraverso un repertorio liturgico condiviso. L'opera facilitò la diffusione della musica sacra armena oltre il Caucaso, raggiungendo le comunità della diaspora in tutto il mondo».
Ekmalyan intrattenne rapporti di amicizia con Saint-Saëns, Anton Rubinštejn, Rimskij-Korsakov e Giuseppe Verdi, che apprezzava per la sua musica e ne incoraggiò l'attività compositiva.
Tra i suoi allievi è il celebre Padre Komitas, figura centrale della musica armena del Novecento.
A lui è oggi dedicata una strada della capitale Erevan.

## Personalità
L'ispirazione religiosa che ne pervase l'animo, lo spinse a realizzare ciò che riteneva mancasse alla Chiesa armena: una nuova musica per il testo sacro, che illuminasse la monodia liturgica grazie a una veste armonica più moderna, sontuosa e complessa. Fu così che sul finire dell'Ottocento, su suggerimento del vescovo Georg V Surenyanz, poi patriarca della Chiesa apostolica armena, con la conferma del patriarca Mkrtic I Chrimian, la Divina Liturgia Armena venne accolta ufficialmente sia dalla Chiesa armeno-cattolica che dalla Chiesa apostolica armena, diffondendosi rapidamente.
Ad ogni buon conto, Ekmalyan va ricordato anche per arrangiamenti, orchestrazioni e composizioni di canti popolari, romanze e brani per pianoforte, tra i quali un celebre Notturno in si bemolle minore.